# Hydrovatus pisiformis
Hydrovatus pisiformis is een keversoort uit de familie waterroofkevers (Dytiscidae). De wetenschappelijke naam van de soort is voor het eerst geldig gepubliceerd in 1997 door Biström.